# Pinehurst (Carolina del Nord)
Pinehurst è un village degli Stati Uniti d'America, situato nella contea di Moore dello Stato della Carolina del Nord.
Ha dato i natali al famoso imprenditore Vincent Kennedy McMahon, presidente della World Wrestling Entertainment fino al 2022.